# Tropaeolum rhomboideum
Tropaeolum rhomboideum är en krasseväxtart som beskrevs av Lem.. Tropaeolum rhomboideum ingår i släktet krassar, och familjen krasseväxter. Inga underarter finns listade i Catalogue of Life.